# アルゴリズム嫌悪
アルゴリズム嫌悪(アルゴリズムけんお、英: Algorithm aversion)とは、アルゴリズムに対する偏った評価のことで、人間の働きと比較して、アルゴリズムの働きに対して否定的な行動や態度を取ることである。
人間の意思決定者に、おすすめやアドバイスを提示するために、アルゴリズムは一般的に使用されている。
たとえば、レコメンダシステムは電子商取引で使用されて顧客が好みそうな製品をおすすめし、医療における人工知能は診断や治療の意思決定を支援する。
しかし、人間は、このようなアルゴリズムからのおすすめに対して、人間からおすすめされた場合よりも抵抗感や拒否感があるように見えることがある。
アルゴリズムは人間よりも優れたパフォーマンスを発揮することが多いため、アルゴリズムからのアドバイスを拒否するとパフォーマンス低下につながることがある。

## アルゴリズム嫌悪の例
人間は、AIが作ったと思った俳句ほど美しさを低く評価する傾向がある。